# Ansião
Ansião là một huyện thuộc tỉnh Leiria, Bồ Đào Nha. Huyện này có diện tích 176 km², dân số thời điểm năm 2001 là 13719 người.